# Ponta Grossa (Paraná)
Pour les articles homonymes, voir Ponta Grossa.
Ponta Grossa est une ville brésilienne du centre-est de l'État du Paraná. Elle se situe à une latitude de 25° 05' 42" sud et par une longitude de 50° 09' 43" ouest, à une altitude de 975 mètres. Sa population était estimée à 304 973 habitants en 2006. La municipalité s'étend sur 2 068 km².

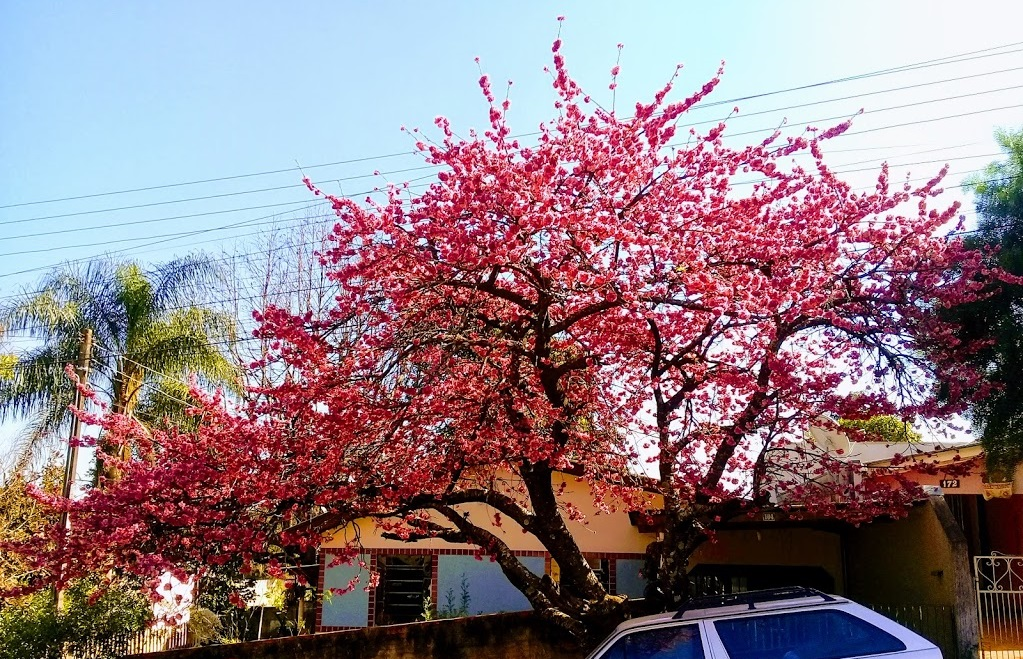
Les cerisiers peuvent être retournés dans un climat subtropical, comme le montre l'exemple de Ponta Grossa, PR

## Maires
| Période | Période | Identité            | Étiquette | Qualité |
| ------- | ------- | ------------------- | --------- | ------- |
| 2001    | 2004    | Péricles Mello      | PT        |         |
| 2005    | 2012    | Pedro Wosgrau Filho | PSDB      |         |
| 2013    | 2016    | Marcelo Rangel      | PPS       |         |